# Аватар: Повелителят на четирите стихии
„Аватар: Повелителят на четирите стихии“ (на английски: Avatar: The Last Airbender), още познат като „Аватар: Легенда за Анг“ (на английски: Avatar: The Legend of Aang), е американски анимационен сериал, създаден от Брайън Кониецко и номиниран за награда Еми през 2007 г. Следва традицията на азиатското кино, със силно влияние на бойните изкуства и на идеята за съществуването на природни стихии.
Сезоните на сериала са създадени под формата на „книги“, като всеки епизод представлява отделна „глава“. Първият сезон, озаглавен „Книга първа: Вода“, започва да се излъчва на 21 февруари 2005 г. с първия епизод – „Момчето в айсберга“.

## Сюжет и история
Първият епизод започва с встъпително обяснение на Катара: 
| „ | Вода. Земя. Огън. Въздух. Моята баба разказваше истории за миналото. Когато царял мир, и Аватарът пазел равновесието между Водните племена, Земното царство, Огнения народ и Въздушните номади. Но всичко се променило, когато Огненият народ го нападнал. Само Аватара, повелител на всички елементи можел да спре жестоките повелители на огъня. Но когато светът се нуждаел най-много от него, той изчезнал. Сто години по-късно, Огненият народ е на път да спечели войната. Преди две години, баща ми и мъжете от племето отплаваха към Земното царство за битка срещу Огнения народ. И до днес, аз и брат ми се грижим за племето. Някои хора смятат, че Аватарът не се е преродил във Въздушните номади и цикълът е прекъснат. Но аз все още вярвам, как Аватарът ще се върне, за да спаси света. | “ |

## „Аватар: Повелителят на четирите стихии“ в България
Сериалът в България започва излъчване на 3 септември 2007 г. като част от детската програма на Диема Фемили, всеки делничен ден от 15:15 часа през първите две седмици, а от третата – в 15:30 часа. Първи сезон завършва на 28 септември, а втори започва веднага след него и завършва на 26 октомври. Повторното излъчване на първите два сезона започва на 20 юни 2008 г. Трети сезон започва през август 2008 г. На 29 март 2010 г. започва повторно излъчване, всеки делничен ден от 06:20 часа. Дублажът е на студио Медиа Линк. Ролите се озвучават от артистите Вилма Карталска, Цветослава Симеонова, Петър Върбанов и Мариан Бачев.
Повторенията на първи и втори сезон са излъчени и по Диема. Тези на трети от 07:40 приключват на 6 септември 2009 г.
От 2013 до 2016 г. се излъчва по локалната версия на Nickelodeon с нахсинхронен дублаж. Цветослава Симеонова и Петър Върбанов отново озвучават Анг и Чичо Иро. Записът е на Александра Аудио. Екипът се състои от:
| Изпълнителен продуцент | Васил Новаков |
| Преводач               | Милена Васкова |
| Режисьор на дублажа    | Симона Нанова |
| Тонрежисьор            | Ангел Топорчев |
| Озвучаващи артисти     | Цветослава Симеонова (Анг) Калия Калчева (Катара) Иван Велчев (Сока) Дима Пройкова (Тоф) Димитър Живков (Зуко) Петър Върбанов (Чичо Иро) Златина Тасева (Азула)                                            |
| Други гласове          | Христо Димитров Николай Пърлев Симона Нанова Христо Бонин Василка Сугарева Яна Огнянова Татяна Етимова Петър Бонев Здравко Димитров Иван Петков Надя Полякова Момчил Степанов Анатолий Божинов Росен Русев |

От септември 2017 г. се излъчва по bTV Action с дублажа на Александра Аудио.